# Куусисто, Мика
Мика Куусисто (фин. Mika Kuusisto; 13 декабря 1967 года, Юрва) — финский лыжник, призёр Олимпийских игр и чемпионатов мира. Муж известной лыжницы Мерьи Лахтинен.

## Карьера
В Кубке мира Куусисто дебютировал в 1990 году, в том же году впервые попал в десятку лучших на этапе Кубка мира. Всего в личных гонках имеет на своём счету 3 попадания в десятку лучших на этапах Кубка мира. Лучшим достижением Куусисто в общем итоговом зачёте Кубка мира является 36-е место в сезоне 1991/92.
На Олимпийских играх 1992 года в Альбервиле, завоевал бронзу в эстафете, кроме того занял 26-е место в гонке на 30 км классикой и 23-е место в гонке на 50 км коньком.
За свою карьеру принимал участие в одном чемпионате мира, на чемпионате мира-1991 в Валь-ди-Фьемме завоевал бронзу в эстафетной гонке, кроме того был 19-м в гонке на 10 км классикой и 24-м в гонке на 30 км классикой.